# Marcel Khalife
Marcel Khalife (ar: مارسيل خليفة) (n. 1950) este un compozitor libanez.